# Kurowski (nazwisko)
Kurowski (forma żeńska: Kurowska; liczba mnoga: Kurowscy) – polskie nazwisko szlacheckie.
Jan Stanisław Bystroń w swojej publikacji – Nazwiska Polskie, wykazuje odherbową genezę tego nazwiska – od proklamy herbu „Kur”. Nazwisko Kurowski jest więc formą dzierżawczą od tej proklamy. Równolegle przybierano je od nazw wsi Kurów i Kurowo, których to etymologia podobnie wywodziła się od wyrazu „Kur”.
W wyniku prowadzonych badań z dziedziny: antroponimii i toponimii, Edward Breza wskazuje najdawniejsze tereny występowania nazwiska Kur-Kurowski, wywodząc je z Pomorza, z regionu Kaszub.
Wyniki tych badań, znajdują swoje potwierdzenie w książce Tomasza Rembalskiego – Właściciele wolnego sołectwa i karczmy w Gdyni (1362–1928), będącej studium genealogiczno-historycznym kaszubskich rodów: Blumhoffowów, Kur-Kurowskich, Wojewódków, Ciskowskich, Skwierczów.
Z terenów Pomorza, nazwisko w XIII wieku, rozprzestrzeniało się na terytorium Mazowsza i kolejnych dzielnic Polski. W dorzecze Liwca docierały grupy osadników, kierując się w górę rzeki traktem pierwotnym przez Kamieńczyk.
Na terenie dawnego powiatu kamieńczykowskiego, znajdujemy ślad tego osadnictwa, w nazwach wsi Kury, i w nazwiskach jej mieszkańców oraz okolicznych jej przysiółków. Te nazwiska to: Kurowie, Kurowscy, oraz kilka ich fleksji posiadających wspólny rdzeń Kur.
Na początku lat 90. XX wieku, nazwisko Kurowski nosiło w Polsce 15559 osób.

## Znani Kurowscy
- Bożena Kurowska – aktorka
- Katarzyna Kurowska – aktorka
- Joanna Kurowska – aktorka
- Katarzyna Zajdel-Kurowska – ekonomistka
- Piotr Kurowski – szlachcic polski
- Mikołaj Kurowski – arcybiskup gnieźnieński
- Jacek Kurowski – dziennikarz sportowy
- Bohdan Kurowski – dziennikarz i dramaturg
- Apolinary Kurowski – oficer powstania styczniowego
- Antoni Kurowski – działacz ruchu ludowego
- Klemens Kurowski – szlachcic polski
- Andrzej Kurowski – wojewoda lubelski
- Adam Kurowski – pułkownik lotnictwa, obserwator
- Franciszek Kurowski – podpułkownik ułanów polskich
- Antoni Lubicz-Kurowski – oficer wojsk polskich
- Bruno Kurowski – niemiecki prawnik i polityk
- Halina Marta Kurowska – oficer AK
- Marian Kurowski – trener piłkarski

## Dodatkowe informacje
Jedna z rodzin, noszących nazwisko Kurowski, osiadła w Rosji i została wpisana tam w poczet szlachty Rosyjskiego Imperium, wraz z przyznaniem jej nowego herbu. Jego wizerunek i opis, jest zamieszczony w części XIII s.62 Herbarza Imperium Rosyjskiego.